# Dioctria cornuta
Dioctria cornuta là một loài ruồi trong họ Asilidae. Dioctria cornuta được Lehr miêu tả năm 2002. Loài này phân bố ở vùng Cổ Bắc giới và châu Á.